# Tropaeolum willinkii
Tropaeolum willinkii är en krasseväxtart som beskrevs av B. Sparre. Tropaeolum willinkii ingår i släktet krassar, och familjen krasseväxter. Inga underarter finns listade i Catalogue of Life.